# Licínio
Licínio (Mésia Superior, c. 265 – Salonica, 325) foi um coimperador romano. Seu reinado compreende o período de 308 a 324, sendo que em 30 de abril de 313 unificou todo o Império Romano do Oriente. Foi seu cunhado, Constantino, imperador do ocidente, quem o tirou do trono, após uma batalha militar entre os dois e condenou-o à morte, e assim transformou-se no comandante supremo de todo o Império Romano. Licínio era de origem humilde, militar e homem de confiança de Galério, que o elegeu "augusto" em 308.